# Obdurodon
Obdurodon je rod vyhynulých savců řádu ptakořitných, který v současnosti obsahuje tři známé druhy. Rod Obdurodon se liší od současného ptakopyska tím, že měl moláry (u dnešních ptakopysků jedinci ztrácí své zuby při dosažení dospělosti).

## Druhy
druhy ptakopysků
- Obdurodon dicksoni (M. Archer, F. A. Jenkins, S. J. Hand, P. Murray, a H. Godthelp, 1984)
- Obdurodon insignis (M. O. Woodburn a D. H. Tedford, 1975)
- Obdurodon tharalkooschild (M. Archer , S. Hand a R. Pian, 2012)